# Nguyên tố chu kỳ 6
Chu kỳ nguyên tố 6 là hàng thứ 6 trong bảng tuần hoàn (tiêu chuẩn), gồm 32 nguyên tố: 8 trong nhóm chính, 10 ở nhóm phụ và 14 trong nhóm Lanthan.
| Nhóm           | 1              | 2              | 3     | 4     | 5     | 6     | 7     | 8     | 9     | 10    | 11    | 12    | 13    | 14    | 15    | 16    | 17    | 18    |
|                | 55 Cs          | 56 Ba          | *     | 72 Hf | 73 Ta | 74 W  | 75 Re | 76 Os | 77 Ir | 78 Pt | 79 Au | 80 Hg | 81 Tl | 82 Pb | 83 Bi | 84 Po | 85 At | 86 Rn |
| * Nhóm Lanthan | * Nhóm Lanthan | * Nhóm Lanthan | 57 La | 58 Ce | 59 Pr | 60 Nd | 61 Pm | 62 Sm | 63 Eu | 64 Gd | 65 Tb | 66 Dy | 67 Ho | 68 Er | 69 Tm | 70 Yb | 71 Lu |       |

| Kim loại kiềm | Kim loại kiềm thổ | Nhóm Lanthan | Nhóm Actini | Kim loại chuyển tiếp |
| Kim loại yếu  | Á kim             | Phi kim      | Halogen     | Khí trơ              |